# 劳丽诗
劳丽诗（1987年12月12日—），广东湛江人，中国女子跳水运动员。

## 简历
1994年，劳丽诗开始练习跳水，并于1998年进入广东跳水省队，2001年进入国家队
2004年7月14日，中国国家跳水队出征雅典奥运会的最终名单在山东济南公布，劳丽诗入选并参加跳水女子单人和双人10米跳台两个项目的比赛。2004年夏季奥林匹克运动会上，劳丽诗和李婷一起获得女子双人10米跳台跳水冠军，以及女子10米跳台跳水亚军。奥运会后，劳丽诗一度淡出国家队，退回省队，2005年全运会上，劳丽诗表现不佳，仅仅在女子单人10米台上获得第八名。
2006年重返国家队。2007年6月，她贏得了西班牙跳水賽中的女子個人10米跳台的金牌。2008年，劳丽诗在选拔赛中不敌新人陈若琳、王鑫，无缘再次参加奥运会。十一运会后，劳丽诗退役。退役后的她出任共青团广东省委志愿者指导中心工作。两年后，她辞职下海从事店铺经营。2014年9月，劳丽诗被邀请作为阿里巴巴在美国上市的8位敲钟人之一。

## 外部連結
- 劳丽诗的新浪微博